# ميسون روكا
ميسون روكا (بالإيطالية: Richard Mason Rocca)‏ مواليد 6 نوفمبر 1977 في إيفانستون، هو لاعب كرة سلة إيطالي بدأ مسيرته الاحترافية في سنة 2000 ويحمل الرقم 11. يبلغ طوله 6 قدم 8 بوصة (2.0 م).

## فرق لعب لها
- أولمبيا ميلانو
- فيرتوس بالاكانسترو بولونيا

## الميداليات
| الميدالية | المسابقة                        |
| --------- | ------------------------------- |
| ذهبية     | ألعاب البحر الأبيض المتوسط 2005 |

## روابط خارجية
- ميسون روكا على موقع الاتحاد الدولي لكرة السلة (الإنجليزية)
- ميسون روكا على موقع الدوري الأوروبي لكرة السلة (الإنجليزية)
- ميسون روكا على موقع كرة السلة الأوروبية.كوم (الإنجليزية)
- ميسون روكا على موقع كلية كرة السلة في سبورتس رفرنس.كوم (الإنجليزية)
- ميسون روكا على موقع ريلجم (الإنجليزية)
- ميسون روكا على موقع سبورتس رفرنس (الإنجليزية)